# L'uomo del labirinto (film)
L'uomo del labirinto è un film del 2019 diretto da Donato Carrisi e tratto dal suo libro omonimo. È interpretato da Toni Servillo, Valentina Bellè, Vinicio Marchioni e Dustin Hoffman ed è stato distribuito nelle sale italiane il 30 ottobre 2019.

## Trama
Samantha Andretti, un'adolescente, viene rapita una mattina mentre sta andando a scuola. L'investigatore privato Genko, specialista nell’attività di recupero crediti, viene incaricato dai genitori di Samantha di ritrovarla: egli accetta, avvertendoli della difficoltà dell'impresa e facendosi pagare in anticipo.
Passano quindici anni. Samantha si risveglia e scopre di essere ricoverata nell'ospedale di Santa Caterina sotto stretta sorveglianza; le è stato assegnato un profiler, il dottor Green, con il cui aiuto dovrà cercare di recuperare i suoi ricordi e arrivare all'identità del mostro che l'ha tenuta segregata per tutto quel tempo.
Intanto Genko, ormai in fin di vita a causa di una cardiopatia terminale e desideroso di riscattarsi per quell'indagine che non è riuscito a risolvere, si dedica nuovamente al caso. Dopo aver sentito la chiamata anonima che rivelava la presenza di Samantha nuda in un bosco e con una gamba rotta, rintraccia l'uomo al telefono senza difficoltà: infatti la voce non era artefatta da un apparecchio elettronico, bensì passava distorta attraverso una protesi fonatoria. L'uomo, con una vistosa cicatrice e ustioni diffuse su collo e volto, rivela all'investigatore privato che nel sentiero, a breve distanza dalla ragazza, aveva visto una figura maschile col volto di coniglio e occhi rossi a cuore, la cui presenza non si era sentito di rivelare. 
Seguendo questa pista, anche grazie all'aiuto di Berish, il direttore della sezione "Persone scomparse", il detective rintraccia il profilo di Robin Basso: quando era un bambino, dopo essere stato segregato per tre giorni e in seguito affidato a una casa-famiglia presso una fattoria, questi aveva sepolto vivi i conigli della cascina; del bambino non è però disponibile alcuna fotografia.
Genko si reca nell'abitazione ormai in degrado, dove trova la vecchia direttrice con difficoltà di deambulazione, la quale gli mostra, tra i vecchi oggetti appartenenti a Robin Basso rimasti nella struttura, un fumetto il cui protagonista era un coniglio con occhi a cuore di nome Bunny.
Il detective viene stordito, ma riesce a scappare dall'uomo con la maschera da coniglio, che nel frattempo uccide l'anziana - cosa che gli conferma di essere sulla giusta strada -; tornato in città, cerca l'aiuto di un collezionista di fumetti per fare chiarezza sulla storia. Questi gli rivela la natura esoterica della striscia: con l'ausilio di uno specchio, i disegni innocenti si dimostrano essere immagini sataniche.
Intanto la più cara amica del detective, una escort bionda di nome Linda che egli conosce sin da ragazzina, è tenuta sotto sequestro e torturata dall'uomo/coniglio; Genko si precipita da lei per tentare di salvarla, ma arriva troppo tardi e trova il suo stesso cellulare, che aveva perso nella fuga dalla fattoria. Nella vasca dell'appartamento scopre un uomo, Lai, gravemente ferito da una coltellata all'addome, il quale, prima di perdere i sensi, gli confida di conoscere l'aggressore e che sua moglie saprà dirgli di chi si tratta.
L'investigatore si reca così a casa della famiglia di Lai, dove viene fatto un identikit del rapitore: è il giardiniere, una presenza inquietante, che minacciava la famiglia; l'uomo inoltre ha un'evidente voglia scura in mezzo al volto.
A questo punto Genko si dirige verso la chiesa in cui, sempre grazie all'aiuto di Berish, scopre che Basso aveva trascorso la sua infanzia. Qui si presenta come un vecchio parrocchiano di passaggio, ma il giovane sacerdote non riesce ad aiutarlo: l'investigatore trova invece una foto che ritrae il giovane Robin con un suo amico e riconosce uno dei due proprio perché ha una voglia tra gli occhi. 
Il sacerdote casualmente gli rivela che Bunny è il soprannome del vecchio sacrestano, ormai malato, e Genko si reca a fargli visita. Il vecchio, palesemente incattivito, gli confida di essere uno dei tanti ragazzi adescati e rapiti e di aver a sua volta sequestrato altri ragazzi e abusato di loro, tra cui lo stesso Robin Basso. "Il buio lo ha infettato": ovvero ognuno di loro aveva passato la stessa turba ad altri che da vittime erano diventati carnefici. L'uomo indica nella fotografia Robin quale il ragazzo contraddistinto dalla macchia nera, mentre l'altro bambino, Paul, sarebbe stato un suo inseparabile amico.
Genko rintraccia l'abitazione su ruote di quest'ultimo, ma lì, a seguito di una colluttazione con l'uomo, scopre che proprio lui ha una voglia sul viso. Genko ha improvvisamente un infarto e tuttavia nota un disegno infantile di una famiglia di quattro persone in cui il padre ha la testa da coniglio. Rabbioso, l'uomo con la voglia si rivela Paul e spiega che Basso ha cambiato nome in Lai (il disegno glielo aveva regalato una delle figlie di lui); Genko deduce che Lai si è autoinferto la ferita per farsi portare in ospedale in modo da riprendersi Samantha.
Nel frattempo la ragazza durante la sua degenza continua il percorso tra i ricordi con il dottor Green, raccontando del macabro labirinto in cui era stata segregata e dei giochi a cui era stata costretta per sopravvivere.
Genko, che era solito registrare ogni passo delle sue indagini, muore lasciando il nastro in mano al medico che lo ha soccorso. Grazie alla ricostruzione del detective, Berish (che è nominato nel nastro ed è stato perciò contattato) riesce a fermare Basso prima che nonostante le ferite possa rapire nuovamente Samantha o comunque nuocerle. In ospedale Berish constata che Samantha è totalmente persa in se stessa e non più in grado di parlare con altri, neppure con il giovane dottor Green.
Solo a questo punto lo spettatore scopre che la ragazza e la donna ricoverata in ospedale sono due persone distinte: Samantha - ormai incapace di interagire col prossimo - era stata tenuta prigioniera in una chiatta (la giovane ritrovata nei boschi non era mai stata vista in volto), mentre la donna sul letto di ospedale altri non è che l’investigatrice Mila Vazquez, rapita e imprigionata nel labirinto, contenente una fittizia stanza d'ospedale. L'uomo con cui ha parlato non è un profiler della polizia, ma un sadico (in particolare un "sadico consolatore" secondo la definizione dello stesso profiler), che la tiene rinchiusa da oltre un anno, facendole credere di essere Samantha. In tale periodo aveva continuato a somministrarle sostanze stupefacenti psicotrope che le avevano indotto ininterrotte allucinazioni (come ad esempio l'aver avuto un figlio dal rapitore stesso), in un perverso gioco che si ripeteva ogni volta che la donna intuiva la verità. In uno di questi momenti di lucidità, la poliziotta riesce a capire chi è, dove si trova e che la sua gamba è ingessata ma non rotta, si ricorda poi della figlia Alice; inoltre realizza che quello che sta vivendo è a tutti gli effetti un rapimento. Ottenuta la conferma dal sequestratore, lo colpisce e fugge dal labirinto servendosi di una mappa, per poi bloccare all'interno il suo rapitore. Finalmente libera, in un luogo sperduto nella neve, si allontana zoppicando.
L'ultima sequenza del film mostra in un periodo antecedente un casuale contatto di Genko con quello che si sarebbe rivelato essere il rapitore della poliziotta, cui egli suggerisce la risposta alla definizione richiesta da un cruciverba.

## Produzione
Le riprese principali del film si sono svolte a Roma, ma l'ambientazione, come in altre opere del regista scrittore, è in un non-luogo.
Sotto la maschera del coniglio "Bunny" vi è l'attore Sergio Leone, omonimo non parente del cineasta.

## Promozione
Il trailer è stato pubblicato il 25 agosto 2019.

## Distribuzione
Il film è stato distribuito nelle sale italiane il 30 ottobre 2019.

## Accoglienza

### Incassi
Il film ha incassato in Italia nel periodo di uscita 1,7 milioni di euro.
Ha incassato globalmente 2,5 milioni di dollari.

### Critica
Dopo l'uscita del film, le prime recensioni sono miste: il sito Movieplayer afferma che: «... è evidente che [Carrisi] abbia preferito puntare subito in alto, prendendosi dei notevoli rischi, finendo così col realizzare un film che funziona solo a tratti, ma spesso finisce con l'inciampare nella sua stessa ambizione» mentre positivo è il giudizio del sito MYmovies.it che sostiene: «Questa volta la regia è più disinvolta, così come è più sicura la direzione degli attori: Toni Servillo, coprotagonista nel ruolo di Genko, è qui più controllato e meno gigione, e Dustin Hoffman nei panni del dottor Green mette a frutto la sua lunga esperienza di interprete raffinato. Più caricati invece Valentina Bellè (Samantha) e alcuni comprimari, come Orlando Cinque (il poliziotto Bauer)».

## Riconoscimenti
- 2019 - Noir in Festival
  - Candidatura al Premio Caligari